# Gochujang
Gochujang, rode peper-pasta, is een scherpe, gefermenteerde Koreaanse specerij. Het is een hete saus of pasta die veelvuldig gebruikt wordt in de Koreaanse keuken. Traditioneel werd gochujang gefermenteerd in grote ingegraven aardewerken potten, jangdok (장독) genaamd, maar deze potten werden ook wel geplaatst op een terras achter het huis, jangdokdae (장독대) genaamd.

## Geschiedenis
Er wordt aangenomen dat gochujang voor het eerst in de 16e eeuw werd gemaakt, toen er Spaanse pepers werden geïmporteerd. Aan het eind van de 18e eeuw werd volgens de Jung bo sal lim kyung jae, geschreven in 1765, gochujang gemaakt van rode pepers, kleefrijst en sojabonenpasta (doenjang), wat men liet rijpen onder de zon. Dit recept komt grotendeels overheen met het moderne recept van gochujang.
Sinds de jaren 70 van de 20e eeuw wordt gochujang op commerciële wijze geproduceerd en is het moeilijk om nog zelfgemaakte gochujang te verkrijgen.

## Gebruik
Gochujang wordt in veel Koreaanse gerechten gebruikt als smaakmaker, bijvoorbeeld als toevoeging bij het maken van kimchi en budae jjigae. De scherpe smaak van de saus geeft veel gerechten hun kenmerkende Koreaanse smaak.